# Station Emmerich
Station Emmerich (Duits: Bahnhof Emmerich) is het spoorwegstation van de Duitse plaats Emmerich (ook bekend als Emmerik). Van het station wordt een (oud) middenperron nog gebruikt en er is een klein, nieuw perron aangelegd. Op het nieuwe perron wordt van Emmerich am Rhein gesproken, het oude perron heeft borden met de oorspronkelijke stationsnaam Emmerich. 

## Systeemwissel (oude situatie)
Op het emplacement van Emmerich bevond tussen 1966 en 2016 zich de bovenleidingssysteemwissel tussen de in Nederland gebruikte 1,5 kV gelijkstroom en de in Duitsland gebruikte 15 kV 16,7 Hz wisselstroom, de sporen waren voorzien van omschakelbare bovenleidingsspanning. Treinen uit Duitsland konden binnenkomen onder Duitse spanning, treinen uit Nederland onder Nederlandse spanning. Na afkoppelen van de locomotief kon deze zonder hulp van een dieselloc onder eigen spanning weer omrijden en vertrekken.
Dit was onder andere het geval bij de EuroNight/CityNightLine-treinen richting Warschau, Moskou, Praag en Kopenhagen. De enig overgebleven CityNightLine richting Milaan en Zürich wordt getrokken door een locomotief die zowel onder de Nederlandse als Duitse spanning kan rijden. Naast deze nachttrein zijn er ook nog ICE-treinen van NS International/DB Fernverkehr die niet stoppen te Emmerich, maar richting het Ruhrgebied pas weer in Oberhausen; deze reden over de omschakelbare sporen als ware het dat ze door een spanningssluis rijden.

## Systeemwissel (nieuwe situatie)
In juli 2016 is bij Elten een spanningssluis in gebruik genomen, elektrische treinen rijden sindsdien vanuit Duitsland tot Elten onder de Duitse 15 kV wisselstroom. Bij Elten wordt omgeschakeld naar 25 kV wisselstroom, de spanning van de Betuweroute. Voor treinen die richting Arnhem rijden is op het emplacement Zevenaar Oost een tweede spanningssluis gerealiseerd tussen 25 kV wisselstroom en 1,5 kV gelijkstroom.

## Verbindingen met Nederland

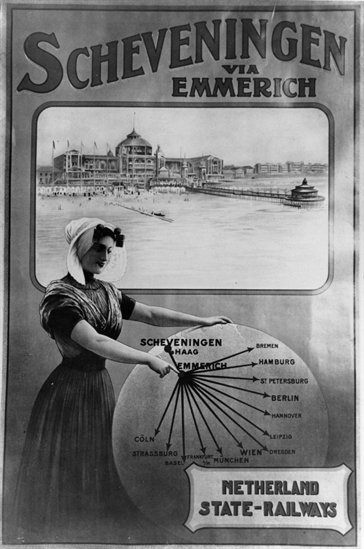
Alle wegen leiden via Emmerich, affiche uit de jaren 1920

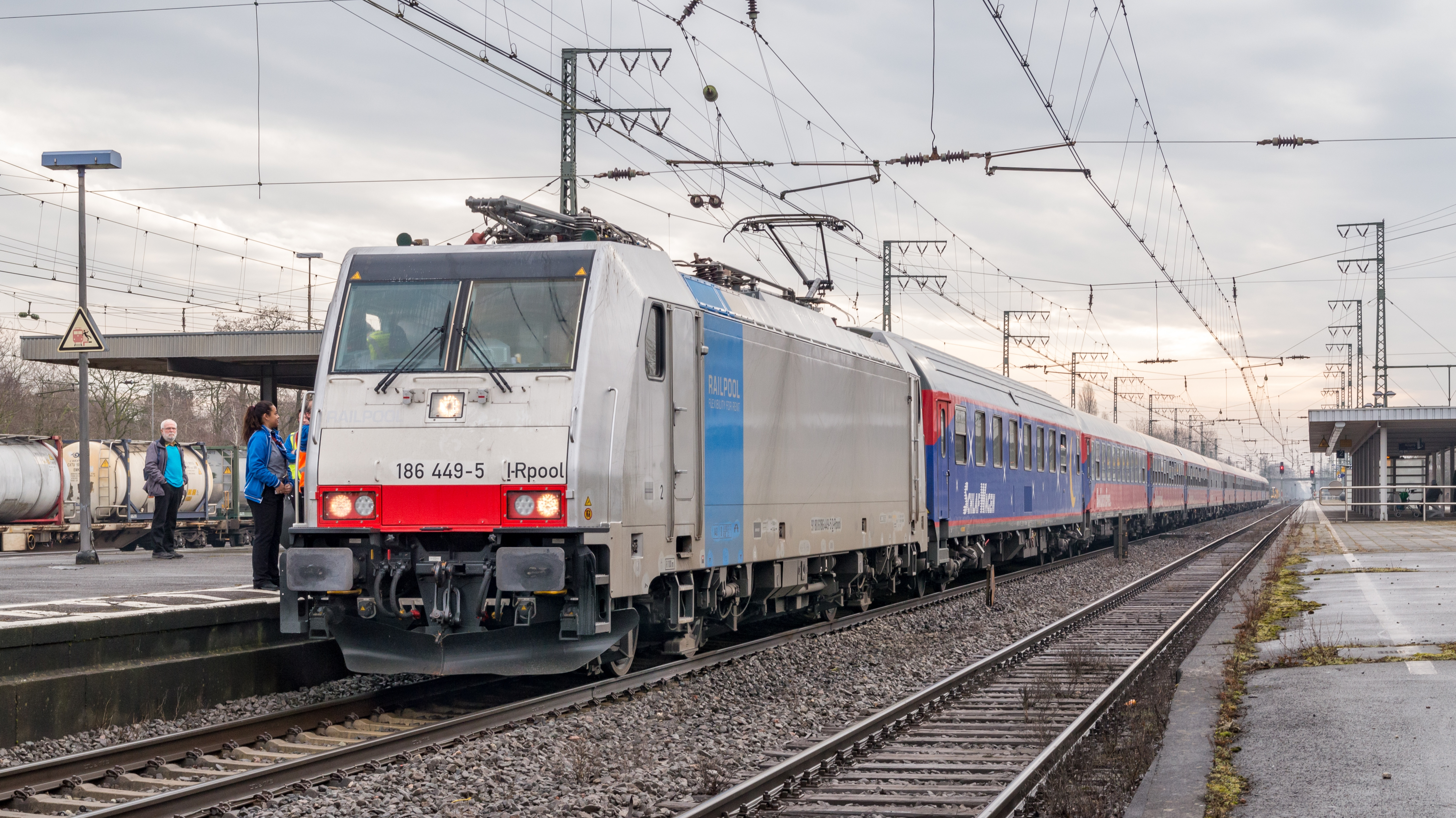
Omgeleide Alpen Express in station Emmerich, 11 maart 2018.

Emmerich is lange tijd een grensstation geweest voor het treinverkeer van en naar Nederland. Zo stopten er lange tijd alle internationale treinen van en naar Rome, München, Basel en Wenen. Ondanks dat het maar een kleine plaats is, was Emmerich hierdoor internationaal bij iedere treinreiziger bekend. Emmerich had sinds 2000 geen directe treinverbinding meer met Nederland, omdat de nachttreinen (die er toen nog stopten) niet bedoeld waren voor kort grensverkeer. Hoewel een rit per trein tussen Emmerich en Arnhem slechts 18 minuten duurt, was de snelste bus/buurtbus/treinverbinding geruime tijd 1 uur en 12 minuten via Elten en Zevenaar. Deze verbinding was beperkt tot overdag op werkdagen. Een andere bus/bus/treinverbinding bestaat via 's-Heerenberg en Doetinchem en de kortste reistijd bedraagt 1 uur en 24 minuten. Deze verbinding bestaat niet in de avonduren en op zondag. De hele week door en ook in de avonduren bestaat er elk uur een bus/treinverbinding met als kortste reistijd 1 uur en 34 minuten via Kleef en Nijmegen.
Als proef werd met ingang van de dienstregeling 2006 (vanaf 10 december 2005) een stoptreinverbinding Arnhem - Emmerich gestart door Syntus die twee jaar had moeten gaan rijden. Tijdens het weekend werden dagelijks vier slagen (retourritten) gereden waarbij kaartverkoop in de trein plaatsvond. Wegens tegenvallende resultaten, onbekendheid en ongunstige vertrektijden, werd de proef reeds na een half jaar, op 1 juni 2006, beëindigd.
In 2013 werd aangekondigd dat er met ingang van  eind 2016 wederom een verbinding tot stand gebracht gaat worden. Onder de naam Rhein-IJssel-Express geëxploiteerd door Abellio Rail NRW is de RE 19 uit Düsseldorf verlengd naar Zevenaar en Arnhem Centraal en keerde de verbinding tussen Emmerich en Nederland tegen regionale tarieven elk uur terug.
Vanaf 23 juni 2022, na 6 maanden vertraging is het mogelijk vanuit Nederland met RE19 naar station Emmerich, Elten en Praest op een Nederlandse OV Chipkaart te kunnen gaan reizen. Hierbij moet men ingecheckt zijn bij Arriva. 

## Treinverbindingen
De volgende treinserie stopt in Emmerich:
| Serie       | Treinsoort                          | Route | Bijzonderheden       |
| ----------- | ----------------------------------- | --- | -------------------- |
| 20000 RE 19 | Regional-Express (VIAS)             | Arnhem Centraal – Zevenaar – Emmerich-Elten – Emmerich – Wesel – Oberhausen Hbf – Duisburg Hbf – Düsseldorf Flughafen – Düsseldorf Hbf | Rhein-IJssel-Express |
| RE 5 (RRX)  | Regional-Express (National Express) | Wesel – Oberhausen Hbf – Duisburg Hbf – Düsseldorf Hbf – Köln Hbf – Bonn Hbf – Remagen – Andernach – Koblenz Hbf                       | Rhein-Express        |

## Busverbindingen

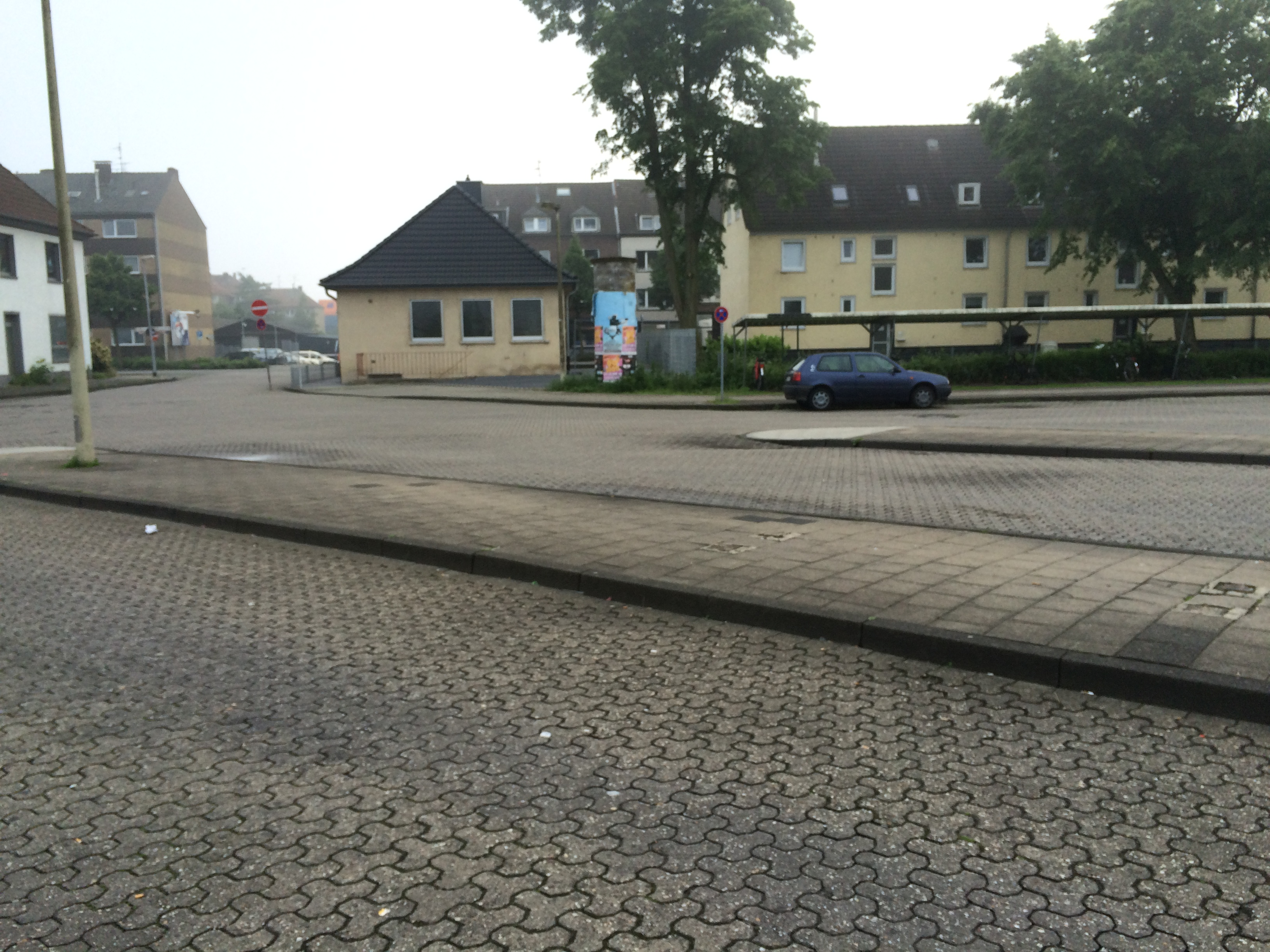
Het busstation voor het station

De volgende buslijnen stoppen ook op station Emmerich :
- SB58: Emmerich - Kleve - Nijmegen
- 88: Emmerich – Vrasselt – Praest – Bienen – Esserden – Rees
- 90: Emmerich (Bahnhof) - Emmerich, Arbeitsagentur
- 91: Emmerich - 's-Heerenberg
- 93: Emmerich, Geistmarkt - Vrasselt - Dornick - Praest
- 94: Emmerich - Borghees - Hüthum - Elten
- bEm: Bürgerbus Emmerich

## Emmerich grens
Het grenspunt Emmerich grens, vaak geschreven als Emmerich (Gr), is onder meer van belang voor tarieven van grensoverschrijdende treinreizen.